# Pedro Miralles Claver
Pedro Miralles Claver (València,1955-1993), va ser un arquitecte de formació i dissenyador industrial de professió.
“me pregunto a menudo cual es la capacidad que tienen algunos muebles u objetos de seducirnos provocando en nosotros una turbación semejante al enamoramiento. Creo que se debe al entorno emocional que son capaces de desarrollar en torno a sí, haciéndose entrar en la relación inquietante y afectiva, capaz de transmitir una poética propia".

## Biografia

### Infància i Joventut
Pedro va ser alumne del col·legi El Pilar, de València, fins a finalitzar els estudis de secundària. En aquests anys d'estudiant va destacar en les assignatures de dibuix, història de l'art i pintura. En el consell d'orientació laboral, li van recomanar com a primera opció prosseguir els seus estudis universitaris a l'escola d'Arquitectura.
D'entre els seus amics i companys del col·legi cal destacar la seva amistat amb Cristóbal Bellver, qui amb el temps es va convertir en el seu millor amic. Van arribar a estudiar junts arquitectura a Madrid.
Després de finalitzar la seva etapa al Col·legi El Pilar, Pedro va començar a estudiar arquitectura a la Universitat Politècnica de València. Durant aquest període també va tenir una breu incursió en el món del teatre. Durant 1975 va ser membre del grup de teatre Ubu Blau dirigit pel director Jose (Pepe) Marin. En aquest mateix període Pedro coincideix amb l'actriu Carme Portaceli (1955), a través de la qual va conèixer l'arquitecte Emilio Portaceli, germà de Carme, i la dona d'aquest, la també actriu, Teresa Lozano (1944).
En els anys d'universitat, Pedro mantenia una bona amistat amb alguns dels seus professors com Francisco Javier Sáenz de Oíza (1918-2000) i Rafael Moneo, grans arquitectes, pels qui tenia gran devoció. Al primer d'ells el va conèixer a través d'altres professors del seu departament com Gabriel Ruiz Cabrero i Javier Vellés.
Durant el seu últim curs com a estudiant, Pedro va fer amistat amb el nebot de Rafael Moneo, Pedro Feduchi (1959). Feduchi i Miralles al costat dels seus companys d'estudis Sigfrid Martin Begué (1959-2011) i Luis Moreno Mansilla (1959-2012) van decidir formar un grup de disseny. Encara que finalment Miralles va abandonar el projecte fins i tot abans de la formació oficial del grup. El seu lloc el va ocupar el també arquitecte Álvaro Soto.
Durant els seus anys d'estudiant a Madrid, Pedro es va mudar en repetides ocasions en recerca del lloc adequat. Finalment el va trobar en un edifici industrial del carrer Canillas on primer va llogar el 2n pis exterior i poc després també el 3r pis interior, als quals va donar la utilitat d'estudi i taller, respectivament.

### Maduresa i reconeixement

#### Moguda Madrilenya
Va ser durant aquesta etapa quan Pedro va conèixer el guionista Pedro Febrero, i de la seva amistat va sorgir la idea de realitzar un curtmetratge, que finalment no es va poder produir.
Però sense deixar l'àmbit del cinema, Pedro va acceptar col·laborar en el primer llargmetratge del seu amic Pedro Almodóvar, aleshores un treballador més, amb inquietuds artístiques dirigides cap al món del cel·luloide. La pel·lícula es va titular Pepi, Luci, Bom y otras chicas del montón.
Abans d'endinsar-se professionalment al món del disseny industrial, Pedro va mantenir una breu experiència laboral en el món de la moda de la mà del dissenyador Jesús del Pozo (1946-2011), per a qui Pedro va dibuixar i es va encarregar dels projectes ideats pel tàndem format pel modista i la seva sòcia, Margaret Watty. Aquesta relació laboral només va durar un parell d'anys, el temps que li va costar a Pedro adonar-se que, aquest no era el seu camí. “El diseño de ropa es muy rápido y gratificante. En aquel trabajo yo echaba de menos un ritmo más reposado, poder presentar las cosas cuando yo quisiera y no cuando el mercado lo requiere. En las ferias del mueble que se repiten periódicamente, puedes aparecer un año con muchos productos y no hacer ninguno para el siguiente, sin que se resienta tu trayectoria profesional. En la moda esto supone, el desastre.”

#### Nuevas Manufacturas (MNF)
Tan sols un any després, Pedro ja disposava d'una col·lecció de mobles que encara que formalment podien ser definits com a propis de l'estil postmodern dels 80, a la vegada quedaven lluny d'aquest. Al març de 1985 el conegut programa Metròpolis de RTVE, va dedicar uns minuts als seus últims dissenys al costat dels seus dissenys més recents, com la taula auxiliar Dora (1984), el llum Olímpica (1986), el tamboret Dry Martini i el rellotge Lapsus (1986).

#### Reconeixement
El 1986, la companyia d'artesania nacional, Artespaña, es va posar en contacte amb els millors dissenyadors espanyols del moment, entre els quals cal destacar la presència de José Juan Belda, Miguel Ángel Ciganda, Josep Lluscà, Rafael Moneo, André Ricard, Oscar Tusquets i la del mateix Pedro Miralles, per tal de realitzar-los un encàrrec per a la seva pròxima col·lecció, batejada amb el nom d'Azimut i que va ser, "concebida con planteamientos diferentes a otras editoras de diseño. Al mismo tiempo la colección debía estar compuesta por muebles cuyas formas debían estar regidas por las únicas directrices impuestas por la compañía, empleo exclusivo de materiales nobles, máxima calidad técnica, investigación o recuperación de diseños tradiciones y la asunción de un producto distintivo para la artesanía española."
El 1987, Pedro va ser becat per l'IMPIVA (Institut de la Mitjana i Petita Indústria Valenciana) per estudiar el Màster de Disseny en la Domus Academy de Milà on va gaudir de les classes de teòrics i professionals del disseny de la talla d'Andrea Branzi, Gaeatano Pesce, Francesco Binfaré, etc. Com a professors visitants va tenir l'ocasió de conèixer a Ettore Sottsass i Philippe Starck, etc.
Un any més tard, el 1988 el Ministeri d'Indústria li va concedir una de les seves beques per treballar a l'estranger, gràcies a la qual, Pedro va viatjar a Paris per col·laborar amb l'empresa XO del dissenyador Philippe Stark (1949), de la qual va néixer la col·lecció LYNX.

### Anys de docent
La primera incursió de Pedro en el món de la docència va ser el 1990. El Vicerectorat d'Extensió Universitària en col·laboració amb el Departament de Composició Arquitectònica de l'Escola Tècnica Superior d'Arquitectura de Madrid (ETSAM), va impartir un programa de tallers dedicats a l'arquitectura escenogràfica, a la realització de maquetes d'arquitectura i a la fotografia i el vídeo aplicats a l'arquitectura. Entre aquestes especialitats, també es va fer un forat al disseny de mobles, taller que va ser dirigit pel mateix Pedro Miralles, de la mà del catedràtic en arquitectura Manuel Blanco.
Després de la seva primera experiència com a docent a Madrid, Pedro va treballar com a professor de disseny a la Facultat de Belles Arts (UCLM) de Conca entre els anys 91 i 93, temps durant el qual va arribar a ostentar el lloc de vicedegà.